# Andrzej Przybielski
Andrzej Grzegorz Przybielski (Bydgoszcz, 9 agosto 1944 – Bydgoszcz, 9 febbraio 2011) è stato un trombettista polacco.

## Biografia
Diplomato all'istituto tecnico di Bydgoszcz, Andrzej Przybielski debuttò nel jazz tradizionale, suonando con Bogdan Ciesielski e Jacek Bednarek in un gruppo chiamato Gruppo Jazz Traditonal. Fino alla metà degli anni '60, ha suonato la cornetta e la tromba in stile blues e Dixieland, con modelli come Dizzy Gillespie e Miles Davis.
Nel 1968, insieme al Trio Gdansk vinse il Jazz nad Odra (jazz sulle rive dell'Oder) . Nel 1969, accanto alla Formacja Muzyki Wspolczesnej – Gruppo di Musica Contemporanea fondata da Andrzej Kurylewicz, partecipò al festival Jazz Jamboree.
In seguito, compose per vari teatri tra cui il Teatro Nazionale di Varsavia, il Teatro d'arte di Zamość e il Teatro Witkacy di Zakopane. Egli collaborò con grandi nomi del jazz polacco, come: Helmut Nadolski, Jacek Bednarek, Andrzej Kurylewicz, Czesław Niemen, Tomasz Stańko, Stanisław Sojka, Adam Hanuszkiewicz, Wanda Warska, i fratelli Marcin Oleś e Bartłomiej Oleś, Ryszard Tymon Tymański, Wojciech Konikewicz e Józef Skrzek. Inoltre, divenne cofondatore condirettore dei gruppi Sesja, Big Band Free Cooperation e Acoustic Action.
Agli inizi del 1990, nella sua città natale di Bydgoszcz, fondò il suo gruppo e gli diede il nome di Asocjacja Andrzeja Przybielskiego (Associazione di Andrzej Przybielski). Il gruppo era composto dai seguenti musicisti: Karol Szymanowski (vibrafono), Andrzej Kujawa (basso elettrico) e Józef Eljasz (strumento a percussione). L'anno successivo Andrzej Przybielski formò un altro gruppo in collaborazione con Grzegorz Nadolny (basso elettrico) e Grzegorz Daroń (strumento a percussione). Tuttavia l'apice più creativa della sua carriera musicale è stata l'Associazione Andrzej Przybielski che gli ha regalato grandi successi a livello nazionale ed europeo suonando durante gli spettacoli con il suo ammaliante entusiasmo fino alla fine della sua vita.
Ha contribuito ad enfatizzare anche lo stile yass nel club Mózg (Il cervello) a Bydgoszcz, l'auditorio più noto del yass polacco, dove ha suonato in compagnia di band come Sing Sing Penelope e NRD.
Andrzej Przybielski è morto il 9 febbraio 2011. Il suo funerale è stato celebrato il 15 febbraio nel cimitero comunale di Bydgoszcz.
Il 9 febbraio 2012, a un anno dalla sua morte, è uscita la sua biografia curata da Zdzisław Pająk, intitolata “Maluj muzykę, bracie. Andrzej Przybielski 1944-2011” (Dipingi la musica, fratello. Andrzej Przybielski 1944-2011).

## Discografia
- Jazz Jamboree 1969 - Andrzej Przybielski Quartet Żeberówka (1969, composizione nº 2)
- Jazz Jamboree 1970 - Andrzej Kurylewicz - Gruppo di Musica Contemporanea & Wanda Warska (1970, composizione nº 3 - 6)
- Czeslaw Niemen – Niemen vol. 2 Marionetki (Marionette) (1973)
- SBB – Sikorki (1973–1975)
- SBB – Wicher w polu dmie (Il vento soffia) (1973–1975)
- Niobe – TV show (1975)
- Andrzej Przybielski/Aleksander Korecki – Lykantropia, animazione di Piotr Dumała (1981)
- Stanisław Sojka – Sojka Sings Ellington (1982)
- Andrzej Przybielski – W sferze dotyku (Nella sfera del tatto) (1984)
- Biezan/Dziubak/Mitan/Nadolski/Przybielski – Klub Muzyki Nowej Remont (1984)
- Przedstawienie Hamleta we wsi Głucha Dolna – TV show (1985)
- Free Cooperation – Taniec Słoni (Danza degli elefanti) (1985)
- Green Revolution – Na całość, colonna sonora (1986)
- Free Cooperation – In the Higher School (1986)
- Tomasz Stańko – Peyotl Witkacy (1988)
- Stanisław Sojka – Radioaktywny (1989)
- Free Cooperation – Our Master's Voice (1989)
- Variété – Variété (1993)
- Stół Pański – Gadające drzewo (Albero parlante) (1997)
- Mazzoll, Kazik e Arythmic Perfection – Rozmowy s catem (1997)
- Maestro Trytony – Enoptronia (1997)
- Tribute to Miles Orchestra – Live - Akwarium, Warszawa (1998)
- Stanisław Sojka & Andrzej Przybielski – Sztuka błądzenia (Passeggiata artistica) (1999–2000)
- Custom Trio – Free Bop (2000)
- The Ślub – Pierwsza (Il primo) (2000)
- Custom Trio (Andrzej Przybielski/Marcin Oleś/Brat Oleś/Janusz Smyk) – Live (2001)
- Andy Lumpp Trio & Andrzej Przybielski – Music From Planet Earth (2000)
- Tymon Tymański & The Waiters – Theatricon Plixx (2001)
- KaPeLa Trio & Andrzej Przybielski – Barwy przestrzeni (I colori dello spazio) (2002) - non pubblicato
- The Ślub – Druga (La seconda) (2002) – non pubblicato
- Orkiestra Świętokrzyska (Orchestra della Santa Croce) – Wykłady z Geometrii Muzyki (Lezioni sulla geometria della musica) (2003)
- Andy Lumpp Trio & Andrzej Przybielski – Musica Ex Spiritu Sancto (2003)
- Konikiewicz/Przybielski – Antyjubileusz (Anti-Giubileo) (2003) – non pubblicato
- United Power of Fortalicje – Live - Teatr Performer, Zamość (2003) – non pubblicato
- Transtechnologic Orchestra (Przybielski, Konikiewicz) 2CD – Live - Teatr Mały, Warszawa (2003) – non pubblicato
- Andrzej Przybielski/Marcin Oleś/Brat Oleś – musica per lo spettacolo TV Pasożyt (Parassiti) (2003)
- Andrzej Przybielski/Marcin Oleś/Brat Oleś – Abstract (2005)
- Asocjacja Andrzeja Przybielskiego (Associazione Andrzej Przybielski: Andrzej Przybielski (tromba), Yura Ovsiannikow (sassofono), Grzegorz Nadolny (basso elettrico) e Grzegorz Daroń (strumento a percussione)) - Sesja Open (2005) – concerto reso omaggio a Andrzej Przybielski il 16 agosto 2011 dall'Istituzione Comunale Culturale di Bydgoszcz.
- Green Grass - Blues dla Majki (Blues per Majka) (2007)
- The Ślub – Trzeciak (Il terzo) (2010) - non pubblicato
- Sing Sing Penelope et Andrzej Przybielski – Stirli People (2010)
- Question Mark – Laboratory (2010)
- Andrzej Przybielski/Marcin Oleś/Brat Oleś – De Profundis (2011)
- Andrzej Przybielski/Jacek Mazurkiewicz/Paweł Osicki - Tren Żałobny (2011)